# Monochamus lepesmei
Monochamus lepesmei là một loài bọ cánh cứng trong họ Cerambycidae.